# Alder (Oregon, Wallowa megye)
Alder az Amerikai Egyesült Államok északnyugati részén, Oregon állam Wallowa megyéjében elhelyezkedő kísértetváros.